# NGC 6871
NGC 6871 is een open sterrenhoop in het sterrenbeeld Zwaan. Het hemelobject werd in 1825 ontdekt door de Duits-Russische astronoom Friedrich Georg Wilhelm Struve.

## Synoniemen
- OCL 148